# Barka'
Barkāʾ  (in arabo بركاء‎?), è una città nella regione di al-Bāṭina nel nord dell'Oman. La città si sta sviluppando come un interessante sito turistico.